# Juan Ignacio Londero
Juan Ignacio Londero, né le 15 août 1993 à Jesús María en Argentine, est un joueur de tennis argentin, professionnel depuis 2010.

## Carrière
Vainqueur de quatre tournois Futures entre 2012 et 2014, il fait ses débuts sur le circuit ATP à Bogota en 2013 où il perd contre Ivo Karlović. L'année suivante, il s'incline contre Víctor Estrella au premier tour du même tournoi. En 2018, il se révèle sur le circuit Challenger en s'imposant à Mexico et Marbourg.

### 2019: titre à Cordoba, finale à Båstad, 1/8 à Roland-Garros et entrée dans le top 50
En 2019, détenteur d'une invitation au tournoi de Córdoba, il signe sa première victoire dans un tournoi ATP contre Nicolás Jarry (6-2, 7-65) puis crée la surprise en s'acheminant jusqu'en finale après avoir dominé son compatriote Federico Delbonis en demi-finale (6-1, 6-0). En finale, il bat son compatriote Guido Pella (3-6, 7-5, 6-1) et remporte ainsi son premier tournoi sur le circuit principal. Il s'assure par la même occasion d'intégrer le top 100 du classement ATP à l'issue du tournoi pour la première fois de sa carrière.
En mai à Roland-Garros, pour sa première participation au tableau final d'un tournoi du Grand Chelem, il se qualifie pour les huitièmes de finale en battant la 15e tête de série Nikoloz Basilashvili et les Français Richard Gasquet et Corentin Moutet. Il y rencontre Rafael Nadal qui le bat en trois sets.
Juan Ignacio Londero atteint une nouvelle finale à Båstad en battant Facundo Argüello, Hugo Dellien, Richard Gasquet et Albert Ramos-Viñolas. En finale, il s'incline face au Chilien Nicolás Jarry (7-6, 6-4). 
À Los Cabos, il élimine au premier tour la tête de série chilienne Cristian Garín avant de s'incliner face au Sud-Coréen sorti des qualifications Soon-woo Kwon.
Au Master 1000 de Cincinnati, il reçoit une wild-card pour le tableau principal. Il s'impose au premier tour face à l'Italien Matteo Berrettini, avant de s'incliner en deux sets face à la tête de série no 2, le Suisse Roger Federer.
Il participe à l'US Open où, au premier tour, il se défait de l'Américain Sam Querrey en quatre sets disputés. Au second tour, il est battu par le Serbe Novak Djokovic.

## Palmarès

### Titre en simple messieurs
| No | Date       | Nom et lieu du tournoi | Catégorie | Dotation  | Surface      | Finaliste   | Score         |          |
| -- | ---------- | ---------------------- | --------- | --------- | ------------ | ----------- | ------------- | -------- |
| 1  | 04-02-2019 | Córdoba Open, Córdoba  | ATP 250   | 527 880 $ | Terre (ext.) | Guido Pella | 3-6, 7-5, 6-1 | Parcours |

### Finale en simple messieurs
| No | Date       | Nom et lieu du tournoi | Catégorie | Dotation  | Surface      | Vainqueur     | Score     |          |
| -- | ---------- | ---------------------- | --------- | --------- | ------------ | ------------- | --------- | -------- |
| 1  | 15-07-2019 | Swedish Open, Båstad   | ATP 250   | 524 340 € | Terre (ext.) | Nicolás Jarry | 7-67, 6-4 | Parcours |

### Finale en double messieurs
| No | Date       | Nom et lieu du tournoi      | Catégorie | Dotation  | Surface      | Vainqueurs                         | Partenaire      | Score             |          |
| -- | ---------- | --------------------------- | --------- | --------- | ------------ | ---------------------------------- | --------------- | ----------------- | -------- |
| 1  | 10-02-2020 | Argentina Open Buenos Aires | ATP 250   | 546 355 $ | Terre (ext.) | Marcel Granollers Horacio Zeballos | Guillermo Durán | 6-4, 5-7, [18-16] | Parcours |

## Parcours dans les tournois duGrand Chelem

### En simple
| Année | Open d'Australie | Open d'Australie | Internationaux de France | Internationaux de France | Wimbledon       | Wimbledon    | US Open        | US Open        |
| ----- | ---------------- | ---------------- | ------------------------ | ------------------------ | --------------- | ------------ | -------------- | -------------- |
| 2019  | —                | —                | 1/8 de finale            | Rafael Nadal             | 1er tour (1/64) | Benoît Paire | 2e tour (1/32) | Novak Djokovic |
| 2020  | 1er tour (1/64)  | Grigor Dimitrov  | 2e tour (1/32)           | Marco Cecchinato         | Annulé          | Annulé       | 2e tour (1/32) | Borna Ćorić    |
| 2021  | 1er tour (1/64)  | Alexandre Müller | 1er tour (1/64)          | Cristian Garín           | —               | —            | —              | —              |
| 2022  | —                | —                | 1er tour (1/64)          | Carlos Alcaraz           | —               | —            | —              | —              |

N.B. : à droite du résultat se trouve le nom de l'ultime adversaire.

### En double
| Année | Open d'Australie             | Open d'Australie             | Internationaux de France       | Internationaux de France  | Wimbledon                       | Wimbledon                  | US Open                    | US Open                   |
| ----- | ---------------------------- | ---------------------------- | ------------------------------ | ------------------------- | ------------------------------- | -------------------------- | -------------------------- | ------------------------- |
| 2019  | —                            | —                            | 1er tour (1/32) Cristian Garín | J.-J. Rojer Horia Tecău   | 1er tour (1/32) Guillermo Durán | Sander Gillé Joran Vliegen | 2e tour (1/16) R. Berankis | Jamie Murray Neal Skupski |
| 2020  | 1er tour (1/32) Hugo Dellien | Marcelo Arévalo Jonny O'Mara | 1er tour (1/32) Jiří Veselý    | Jamie Murray Neal Skupski | Annulé                          | Annulé                     | —                          | —                         |

N.B. : le nom du partenaire se trouve sous le résultat ; le nom des ultimes adversaires se trouve à droite.

## Parcours dans lesMasters 1000
| Année | Indian Wells | Miami | Monte-Carlo           | Madrid | Rome | Canada | Cincinnati         | Shanghai           | Paris |
| ----- | ------------ | ----- | --------------------- | ------ | ---- | ------ | ------------------ | ------------------ | ----- |
| 2019  | —            | —     | 1er tour F. Auger     | —      | —    | —      | 2e tour R. Federer | 1er tour A. Murray | —     |
| 2021  | —            | —     | 2e tour F. Krajinović | —      | —    | —      | —                  | n.o.               | —     |

N.B. : sous le résultat se trouve le nom de l’ultime adversaire.

## Classements ATP en fin de saison
| Année          | 2010 | 2011 | 2012 | 2013 | 2014 | 2015 | 2016 | 2017 | 2018 | 2019 | 2020 |
| Rang en simple | 794  | 673  | 471  | 327  | 204  | 288  | 345  | 360  | 120  | 50   | 79   |
| Rang en double | 1184 | 826  | 494  | 662  | 343  | 802  | 488  | 217  | 365  | 343  | 209  |

Source : (en) Classements de Juan Ignacio Londero sur le site officiel de la Fédération internationale de tennis